# Thomas J. Simonsen
Thomas J. Simonsen ( født i Odense i 1972)  er kandidat og ph.d. fra Københavns Universitet og Statens Naturhistoriske Museum fra 2005 til 2009 var han forsker ved University of Alberta i Edmonton, Canada. Siden 2009 har Thomas J. Simonsen været ansat ved Natural History Museum i London. Siden 1. april 2015[kilde mangler] er han ansat på Naturhistorisk Museum, Aarhus.
Simonsens forskning spænder over evolution og diversitet af primitive australske natsommerfugle, diversitet af sydamerikanske dagsommerfugle og udbredelseshistorie af europæiske sommerfugle.